# Cola (canção)
"Cola" é uma canção de cantora e compositora americana Lana Del Rey, a faixa está presente no relançamento do seu álbum de estreia Born to Die intitulado Born to Die - The Paradise Edition e no EP, Paradise. Primeiramente foi apenas disponibilizado um teaser em sua conta oficial no YouTube. As letras foram considerados controversas e causaram uma grande repercussão nas redes sociais. Embora intitulado como "Cola" no lançamento oficial do álbum, a canção está registrada na American Society of Composers, Authors and Publishers como "Pussy".

## Antecedentes e composição
Em entrevista à RTVE em 15 de junho de 2012, Del Rey anunciou que estava trabalhando em um novo álbum e que cinco faixas já haviam sido escritas. Ao ser entrevistada por Tim Blackwell da rádio Nova FM da Austrália, Del Rey acrescentou que não seria um novo álbum, mas apenas um relançamento do seu álbum atual. Além das 15 faixas do álbum original, a reedição trouxe 9 faixas exclusivas incluindo "Cola". A canção foi originalmente chamada e registrada na American Society of Composers, Authors and Publishers como "Pussy". No dia do lançamento da canção "Ride" como o primeiro single do relançamento do álbum, a cantora disponibilizou no YouTube um trailer promocional  para divulgar a o álbum que estava na pré-venda no iTunes Store. A cantora canta o verso: "Minha vagina tem gosto de Pepsi-Cola / Meus olhos são grandes como tortas de cereja". Após o vídeo ser divulgado, foram feitas várias especulações de qual seria realmente o título da canção, se era "Cola" ou "Pussy". Apesar desta interpretação, tem sido relatado que a música será chamada de "Cola", sem títulos alternativos. A pré-venda oficial do compacto no iTunes não reconhece um título alternativo. A faixa foi confirmada para ser o segundo single do EP e sétimo do álbum, em 14 de novembro de 2012.
"Cola" é uma balada pop, derivando os gêneros indie pop e pop rock, com duração de quatro minutos e vinte segundos. Foi escrito por Lana Del Rey e Rick Nowels e produzida por Nowels, com co-produção manipulada pelo grupo de produção DK. Quando perguntada sobre a origem da composição, Del Rey disse: "Eu tenho um namorado escocês, e isso é só o que ele diz!". O arranjo consiste em baterias eletrônicas programadas por Kieron Menzies, que também foi engenheiro de gravação, bateria executadas por Devrim Karaoglu e Nowels, teclados, juno baixo e violão também tocadas por Nowels, slide guitar realizada por Tim Pierce e cordas, glockenspiel, latão, órgão, guitarra, piano e sintetizadores tocados por Patrick Warren. A canção foi gravada no The Green Building em Santa Monica, com gravações adicionais feitas por Chris Garcia e Jordan Stilwell. John Davis e então mixada em Metropolis Mastering em Londres. Defendendo a obra, ela disse que sua gravadora tinha planos de lança-lá. Em uma entrevista ao blog Just Jared, a cantora foi questionada sobre sua canção favorita do álbum, ela comentou: "Eu realmente amo “Cola”, e amo “Bel Air”. Ambas meio que possuem uma influência pesada da Costa Oeste, mas ainda abafadas com cordas cinematográficas." Lana Del Rey também falou que tinha alguns projetos de arte em andamento para canção e que estava trabalhando junta a Anthony Mandler.

## Recepção da crítica
"Cola" recebeu críticas polarizados. "Fresco" e "ela está falando sério?" foram algumas das reações às letras profanas incluídos em "Cola". Hindustan Times criticou o trecho de canção, dizendo que ela provou que estava a ficar sem ideias e que a música soou estranhamente similar às outras faixas do álbum. Robert Copsey do Digital Spy notou que os ganchos em "Cola" foram polidos, mas não comprometem a imagem irreverente de Del Rey. Notando como as outras faixas de Paradise ritmicamente semelhantes, a Slant Magazine disse: "A faixa [Cola] é o oposto, mas também quebra uma personagem que já existe dentro de uma sala de espelhos".

## Desempenho nas tabelas musicais
A canção estreou primeiro na Irlanda, onde alcançou a posição 99 antes mesmo de uma data de lançamento como single ser anunciada. A canção estreou no número 120 na UK Singles Chart. Com a estreia de Paradise, várias faixas do EP traçaram na Rock Songs da Billboard, entre eles estava "Cola", ocupando a vigésima segunda posição - seu maior desempenho até a data. A canção ainda chegou à posição de número 71 na França.

### Posição
| Parada (2012)                         | Melhor posição |
| ------------------------------------- | -------------- |
| França (SNEP)                         | 71             |
| Irlanda — Ireland Singles Chart       | 99             |
| Reino Unido — UK Singles Chart        | 120            |
| Estados Unidos — Billboard Rock Songs | 22             |